# Alto Ionio Cosentino
Alto Ionio Cosentino este o arie protejată (arie de protecție specială avifaunistică — SPA) din Italia întinsă pe o suprafață de 28.622 ha, integral pe uscat.

## Localizare
Centrul sitului Alto Ionio Cosentino este situat la coordonatele 39°52′51″N 16°29′16″E / 39.880808°N 16.487818°E.

## Înființare
Situl Alto Ionio Cosentino a fost declarat arie de protecție specială avifaunistică în mai 2005 pentru a proteja 11 specii de animale.

## Biodiversitate
Situată în ecoregiunea mediteraneană, aria protejată conține 13 habitate naturale: Galerii de Salix alba și de Populus alba, Râuri mediteraneene cu debit permanent și vegetație de Glaucium flavum, Galerii și tufărișuri riverane sudice (Nerio-Tamaricetea și Securinegion tinctoriae), Păduri de Olea și Ceratonia, Vegetație anuală la limita mareei, Păduri de Quercus ilex și Quercus rotundifolia, Păduri pe pante, grohotișuri și ravene de Tilio-Acerion, Păduri de pin mediteraneene cu pini mezogeni endemici, Matorral arborescenți cu Juniperus spp., Pseudostepă cu ierburi și specii anuale de Thero-Brachypodietea, Păduri panonice-balcanice de stejar turcesc - stejar sesil, Sarcopoterium spinosum phryganas, Pante stâncoase calcaroase cu vegetație casmofită.
La baza desemnării sitului se află mai multe specii protejate:
- păsări (9): pasărea ogorului (Burhinus oedicnemus), dumbrăveancă (Coracias garrulus), Falco biarmicus, ciocârlan (Galerida cristata), sfrâncioc cu cap roșu (Lanius senator), gaia neagră (Milvus migrans), gaia roșie (Milvus milvus), mierlă albastră (Monticola solitarius), pietrar mediteranean (Oenanthe hispanica)
- mamifere (1): lupul (Canis lupus)
- reptile (1): șarpele cu patru dungi (Elaphe quatuorlineata)

Pe lângă speciile protejate, pe teritoriul sitului au mai fost identificate 2 specii de plante, 1 specie de mamifere.